# 検事プリンセス
『検事プリンセス』（けんじ プリンセス、朝鮮語: 검사 프린세스（コムサ プリンセス））は、韓国SBSにて2010年3月31日から5月20日まで放送されたテレビドラマ。全16話。

## 概要
SBSの水木ドラマ枠SBSドラマスペシャル（SBS 드라마 스페셜）向けに、『華麗なる遺産』で脚本・演出を担当したソ・ヒョンギョンとチン・ヒョクのコンビにより製作された、韓国国内で本格的に検事を主人公とした、ほぼ初めての作品でもある。
お嬢様育ち故の言動が災いして配属先で邪魔者扱いされた新人女性検事が、偶然出会った男性弁護士との関わりを通してさまざまな事件を経験しつつ検事の仕事の意義を学び、人間として成長していく姿が作品のテーマであるが、作品中に含まれた謎によりミステリードラマとしての側面も持つ。
同時間帯に『シンデレラのお姉さん』と『個人の趣向』が他局で放送されていたため、放送開始直後は視聴率で地上波3局中最下位であったが、終了間際で視聴率があがり、『個人の趣向』の視聴率を超えて2位となった。終盤での視聴率上昇の理由に、パク・シフ扮する、主人公に大きく関わり、終盤では恋愛関係に陥る男性弁護士イヌの存在を挙げるメディアもある。

## あらすじ
中部地検の初任検事マ・ヘリは、新任研修をさぼって出かけたオークション会場で車上荒らしの被害に遭った上、予約したホテルの部屋がいつの間にか解約されるという目に遭う。お目当ての品であった宝石付きの靴も落札できず落ち込んでいたヘリは、靴の落札者である弁護士のソ・イヌに助けてもらう。
翌日初出勤したヘリは、残業はしない、取り調べの態度が酷い、先輩の助言を聞かないの繰り返しで、先輩検事や捜査官・事務官たちから白い目で見られる事となる。先輩のひとり、主席検事ユン・セジュンとソ・イヌが会っているところに遭遇した事がきっかけで、新人研修をさぼった事もばれてしまい、困り果てたナ部長はヘリを独立させた。自分の部屋をもらって最初は喜ぶヘリだったが、スキャンダルを起こした事や仕事を殆ど回されない事、他の検事たちが昼食中にそろってヘリの悪口を言っているのを偶然耳にし、自分が邪魔者扱いされている事を知る。
ある時ヘリは7歳の少女ジミンが被害者の性犯罪事件の担当となる。ジミンがなかなか事件について話してくれず対応に困るヘリは、以前に担当した事件の被疑者にトマトを浴びせかけられ、更にその様子をネット上に掲載される。ショックを受けたヘリは一度は辞表を書いて飛行機に乗り込んだが、イヌの説得や、ジミンの夢を見た事をきっかけに、戻って最後まで事件を担当する事を決意。法廷で踊ってみせる事さえした事が奏功しジミンは証言、被疑者の有罪が確定した。
潜入捜査の際に自分を助けてくれたセジュンにヘリは惹かれていたが、ジミンの事件が解決したのをきっかけに自らの気持を伝える。当初はヘリの事を相手にしなかったセジュンだったが、長年追い続け、スキー場で出会ったものの取り逃がしていた犯人をようやく捕まえた事をきっかけに、3年前、犯人追跡中に妻が娘を残して胃癌で亡くなったことをヘリに打ち明けた。セジュンに娘がいる事を初めて知った時は驚いたヘリであったが、この事をきっかけに両者の距離が縮まっていく。以前からセジュンの事が好きな先輩検事チン・ジョンソンは、二人の様子が気になって仕方がない。
ヘリが一人暮らしを始めたマンションで、偶然隣の部屋の住人であったイヌは、セジュンに渡す料理を作るのを手伝ったり、嫉妬心を起こさせるため、セジュンが見ている前でヘリにキスをしたり、また交通死亡事故現場の検証作業を手伝ったりと、何かと世話を焼く。ヘリの側に頻繁に姿を現すイヌの様子にセジュンは気づき、イヌに警戒するよう忠告する。一方で、ヘリの素直さに心を打たれたイヌも苦悩していた。イヌは友人の弁護士ジェニー・アンともども、ある計画を遂行するためにヘリに近づいていたが、素直な気性のヘリに惹かれるようになったイヌは計画の遂行を躊躇していた。結局計画を優先するため、イヌはヘリに努めて冷淡な態度を取るようになる。
セジュンからナムアパートの不良工事に関する事件を引き継いだヘリは、容疑者コ・マンチョルの取り調べ中、事件に父親サンテが関与している事を偶然知る。更に、15年前の殺人事件案件も絡んでいる事、その事件で犯人とされて有罪判決を受けたのがイヌの父親である事、事件の真犯人がサンテである事も知る。
ジョンソンはヘリに、自らの気持ちがイヌの方にあるのか、セジュンの方にあるのかはっきりさせるように言う。ヘリは自分の気持ちがイヌの方にある事を悟り、自分の前から姿を消したイヌを探し求める。
ヘリの両親は、娘の恋の相手がイヌだと知って大いに驚く。サンテはイヌと密かに会い、「娘と別れれば真実を証言する」とイヌに語った。ヘリは父親に真実を話すよう迫り、サンテはついに、自分が事件の真犯人である事、しかし被害者に襲われた事による偶発的な事故であった事をヘリに語った。エジャは、父親を追い詰めたヘリを責めるものの、両親を相次いで失ったまま15年間生きてきたイヌの苦しみを思い、ヘリとふたりで号泣する。
殺人事件の再捜査が始まりマスコミに大きく報道された事がきっかけで、サンテの会社は経営危機に陥るものの、ヘリとイヌは協力して事件の真相が事故であった証拠を掴み、イヌの父親の無罪が証明された。全ての目的を果たしたイヌはアメリカに旅立つ。
1年後、ジョンソンは別の地検に異動する事になり、ビンともども彼女のもとを訪ねたセジュンは、自分の想いを伝える。公園でひとりたたずむヘリの前に、イヌが再び姿を現す。

## 登場人物
登場人物はおよびに基づく。
| 俳優                            | 役名             | 作品中の設定等 |
| キム・ソヨン                    | マ・ヘリ         | 主人公。漢字表記は馬惠理。マ・サンテの娘で中部地検の初任検事。学生時代は肥満体で、母親エジャに監禁されてダイエットし、現在の姿となった過去を持つ。                 |
| パク・シフ 子役時代シン・ドンギ | ソ・イヌ         | アメリカ帰りの弁護士でハヌル法律事務所の経営者。漢字表記は徐仁優。ヘリに近づき何かと世話を焼く。15年前に起こった殺人事件で犯人とされた上、獄中で死亡した男の息子。 |
| ハン・ジョンス                  | ユン・セジュン   | ヘリの先輩検事で主席検事。3年前に胃癌で妻を失い、娘のビンと2人暮らし。                                                                                             |
| チェ・ソンヒョン                | チン・ジョンソン | ヘリの先輩検事（女性）。セジュンに惹かれている。 |
| キム・サンホ                    | ナ・ジュンソク   | 刑事部部長でヘリの上司。 |
| ユ・ゴン                        | イ・ミンソク     | ヘリの先輩検事。 |
| チェ・ソンホ                    | チェ・ジウン     | ヘリの先輩検事。 |
| イ・スンヒョン                  | チャ・ミョンス   | 捜査官。元はチン・ジョンソン付だったがヘリの独立に伴いヘリ付となった。                                                                                             |
| イ・ウニ                        | イ・ジョンイム   | 事務官。イ・ミンソク付だったがヘリの独立に伴いヘリ付となった。 |
| イ・ジョンソク                  | イ・オヒョン     | 捜査官でユン・セジュン付。 |
| チェ・ジョンウ                  | マ・サンテ       | ヘリの父でST建設社長。漢字表記は馬想泰。15年前に起こった殺人事件（実際は事故）の真犯人。                                                                           |
| ヤン・ヒギョン                  | パク・エジャ     | サンテの妻でヘリの母。かつて肥満体だったヘリを減量させた。 |
| ミン・ヨンウォン                | イ・ユナ         | ヘリの大学時代からの友人でブティックのマネージャー。 |
| パク・チョンア                  | ジェニー・アン   | 国際弁護士でイヌの友人。15年前の殺人事件の真相をイヌと共に追っている。                                                                                             |
| ソン・ビョンスク                | ハン・ミオク     | チン・ジョンソンの母親。娘とともにビンの世話を焼く。 |
| キム・ジウォン                  | ユン・ビン       | セジュンの娘。 |

## 韓国国外での放送

### 日本
スカパー!系放送局であるKNTVにて2010年10月18日から放送された後、フジテレビにて関東ローカル枠（韓流α）にて2011年6月1日から放送された。フジテレビでは音声が原語と日本語吹替の2か国語放送で、日本語の字幕を添付して放送した。

### 香港
無綫電視系有料チャンネルTVB Drama (無綫劇集台) にて、2010年12月12日から翌2011年1月30日まで、毎週日曜日に2話ずつ放送された。

### 台湾
CS局東森電視系チャンネルのひとつ東森綜合台（東森綜合台）にて、2011年1月3日20時から、帯ドラマの形で1日2話ずつ放送された。「検察官公主」のタイトルが用いられた。

### シンガポール
CS局E City (都会台、E City) にて、2011年2月12日より、毎週土曜日に放送された。

## 主題歌
- オープニングテーマ: SHINee『Fly High』
- エンディングテーマ: Nine Muses with ソ・イニョン『Give Me』
- 挿入歌: Monday Kiz『Goodbye My Princess』、キム・ユギョン『恋したことはありますか』

## エピソード
第1話で主人公ヘリがオークションで落札したがっていた宝石付きの靴は、マレーシアのファッションデザイナージミー・チュー (Jimmy Choo) がデザインを担当した。

## 関連商品等

### DVD
韓国では2010年7月30日にSBS子会社のSBSコンテンツハブから、台湾では富康興業有限公司より2011年2月12日に、マレーシアでは2011年5月11日にPMPエンタテインメントより、日本ではジェネオン エンタテインメントより2011年6月2日にDVD-BOXが発売された。

### CD
韓国ではSBSより2010年4月にオリジナル・サウンドトラックCDが発売。日本では2012年5月9日にWPACS!より日本版サウンドトラックCDが発売された。

### イベント
2010年11月に日本の東京都内にて「皆プリンセスナイト」が開催された。出演者の中からパク・シフとチェ・ソンホが参加した他、挿入歌を担当したMonday Kizのライヴ公演も行われた。